# Erling Tiedemann
Erling Tiedemann (født 23. juni 1932 i København - død 26. december 2015, København) var en dansk redaktør og tidligere Venstre-politiker. Han var amtsborgmester i Vejle Amt fra 1974 til 1993. Han voksede op på Østerbro i København, hvor hans far var manufakturhandler. Inden tiden som borgmester og formand bestred han hvervet som leder af Sankt Norberts Skole i Vejle.
Han var erklæret modstander af abort, men har sagt, at han som demokrat må acceptere den fri abort i Danmark. Således er han i den sammenhæng citeret for at sige: "Problemet er ikke loven, men abortpraksis. Abort er jo kun en mulighed – et valg".
Han udgav d. 24 juni 2011 i en alder af 79 år, sin første bog, en ebog i 2 formater, EPUB og pdf, med titlen: Etisk Set.

Lancerede d. 9 januar 2013 en blog med navnet Religion & Politik, der handler om samspil og modspil i det 21. århundrede mellem religion og politik, nationalt såvel som internationalt. www.RelOgPol.dk

## Biografi
Han var uddannet klassisk-sproglig student fra Østre Borgerdydskole i 1951,[kilde mangler] og tog siden lærereksamen fra Blaagaard Seminarium i 1955. Han læste senere bibelteologiske studier i Paris og italiensk sprogstudier i Rom. Han fik sin første ansættelse som lærer i Gladsaxe i 1954, hvorefter han var på Sank Annæ Skole fra 1955-1959. I 1959 tog han til Vejle for at blive skoleinspektør, hvor han forblev til 1976. I tiden her, blev han formand for Foreningen af Katolske Skoler i Danmark.
Det var også i Vejle at han gik ind i politik. Han sad i byrådet fra 1968-1975. Han blev siden medlem af Venstres hovedbestyrelse fra 1977 til 1978.
Han var også medlem af Etisk Råd fra 1997-2002, hvor han også var formand fra 2000-02. 

## Personlige forhold
Født 23. juni 1932 i København som søn af manufakturhandler Carl Tiedemann (død 1960) og hustru Paula f. Christiansen (død 1988). Bror til Anker Tiedemann (født 1930). Gift 29. december 1957 med Vivian Tiedemann, født 31. juli 1934 i Viborg, datter af landsretssagfører Jacob Bogh (død 1988) og hustru Ragna f. Hansen (død 1992).

## Udmærkelser
- Ridder af 1. grad af Dannebrogordenen 1993
- Modtaget Sikkerhedsbranchen Arkiveret 11. november 2020 hos  Wayback Machine s Sikkerhedspris 2002 og Kristeligt Dagblad Arkiveret 18. juni 2003 hos  Wayback Machine s Pris 2002
- KC*SG Sankt Gregor den stores orden, Kommandør med stjerne 2012